# Departamento de Capital (kommun i La Pampa)
Departamento de Capital är en kommun i Argentina.   Den ligger i provinsen La Pampa, i den centrala delen av landet, 600 km väster om huvudstaden Buenos Aires.
Omgivningarna runt Departamento de Capital är i huvudsak ett öppet busklandskap. Runt Departamento de Capital är det ganska glesbefolkat, med 43 invånare per kvadratkilometer.